# Вілем Курц
Вíлем Курц (чеськ. Vilém Kurz; 23 грудня 1872, Гавлічкув Брод, Чехія  — 25 травня 1945, Прага) — чеський піаніст, музичний редактор і фортепіанний педагог; у 1898–1919 роках — професор фортепіано у львівській консерваторії Галицького музичного товариства (ГМТ); у 1919–1940 роках був професором Празької консерваторії.

## Життєпис

### Молоді роки (1872–1898)
Фахову освіту піаніста Курц здобув у Празі в музичних школах Юлія Гьоґра (1884–1886) та Якуба Вірґіла Гольфельда — видатного фортепіанного педагога, послідовника Й. Прокша (1886–1898). Музично-теоретичні предмети та органну гру опановував у Празькій органній школі, а 1892 року відмінно склав дипломні іспити з усіх предметів у Празькій консерваторії. Вже від початку 1890-х рр. Курц став успішно концертувати. У серпні 1895 р. в Берліні він взяв участь у Міжнародному піаністичному конкурсі Антона Рубінштейна та був відзначений головою журі Ф.Бузоні як найкращий виконавець творів Й. С. Баха. В наступні роки гастролює містами Австро-Угорщини та Німеччини як соліст і ансамбліст, зокрема, — член «Чеського тріо».

### Професор Львівської консерваторії ГМТ (1898–1919)
1898 року на запрошення Галицького музичного товариства Курц переїхав до Львова і став професором консерваторії. У Львові він вів значну концертну діяльність, виконуючи твори класиків та пропагуючи сучасних композиторів. Але головною його справою стала педагогіка. Спираючись на багаті традиції чеської фортепіанної школи, ретельно вивчаючи сучасну методичну літературу та досвід львівських колег, Курц створив власну методико-педагогічну систему і успішно впровадив її спершу у Львові, а пізніше в Чехії.
У нього навчалися польські й українські студенти. Курц підготував визначних українських піаністів Василя Барвінського, Тараса і Дарію Шухевичів, Антона Рудницького, які, поряд з Володимирою Божейко та Галею Левицькою, стали основоположниками українського фортепіанного виконавства в Галичині. У Львові в 1899 р. народилася і згодом розпочала успішну піаністичну діяльність донька Курца Ілона. Однак, коли розгорілася громадянська війна, у 1919 році, Курц з родиною назавжди покинув Львів.

### Професор вищої школи майстерності Празької консерваторії (1920–1940)
Повернувшись до Чехії 1919 року, В.Курц почав викладати у новоствореній консерваторії в місті Брно. У вересні 1920 року двох викладачів цієї консерваторії — В.Курца та Л.Яначка — було офіційно номіновано професорами вищої школи виконавської майстерності у Празі. До 1928 року В.Курц працював у Брненському відділі, а надалі — в Празі. У 1936–1937 та 1938–1939 роках він був ректором Празької консерваторії.

## Педагогічна система Вілема Курца
Вілемом Курцом була створена потужна фортепіанно-педагогічна школа міжнародного значення. Численні музиканти, що були навчені цим видатним педагогом, значно переросли свого вчителя масштабом і географією діяльності. Такі з них, як Е.Штоєрман, Р.Фіркушни, А.Родзінський, В.Барвінський, Р.Савицький мали відчутний вплив на розвиток фортепіанного мистецтва ХХ ст. не тільки в Чехії й Україні, але й в Австрії, Польщі, США. Більшість з них поєднувала мистецьку діяльність з педагогічною, і засади школи Курца було передано ними наступному поколінню музикантів, серед яких — такі видатні особистості, як Т.Адорно, Л.Мюнцер, І.Моравець, А.Брендель та інші.
В основі методичної системи В.Курца лежить орієнтація на ініціативний, розумний і творчий підхід кожного педагога до процесу навчання. Його методика спрямована не на плекання, як це часто буває, піаністичного мистецтва якогось одного конкретного стилю, а на планомірний різнобічний розвиток ментальності музиканта. Водночас до системи належало ґрунтовне вироблення всіх фахових навичок фортепіанної гри: піаністичної культури звука; міцної і точної виконавської техніки, опертої на поєднанні вишколеної пальцевої гри з використанням дій цілого граючого апарату піаніста; прозорості і ясності у трактуванні як фактури, так і форми твору; уважного ставлення до музичного тексту.

## Родина
- батько — Вілем Курц старший був гімназійним вчителем, краєзнавцем, громадським діячем
- дружина — Ружена Курцова (з дому — Гьомова), піаністка і педагог
- донька — Ілона Курцова-Штєпанова, учениця В.Курца, піаністка і педагог, вчителька Івана Моравця
- зять — Вацлав Штєпан, піаніст
- внук — Павел Штєпан, учень В.Курца, піаніст-концертант, лауреат фестивалю «Празька весна»

## Праці
Свої педагогічні погляди В.Курц виклав і опублікував в низці праць, серед яких найголовніші:
- O klavírních metodách starších i novějších. — Brno, 1922. (укр. Про старші й молодші клавірні методи)
- O zázračných détech // Listy hudební matice.- Praha, 1925. — С. 148–157. (укр. Про надзвичайних дітей)
- Postup při vyučování hře na klavír. — Brno, 1921. (укр. Поступ при навчанні гри на фортепіано). 2 видання — 1930 доповнила Ружена Курцова.
- Technické základy klavírní hry. — Praha, 1924; 9 видання — Praha, 1966. (укр. Технічні основи фортепіанної гри)

В.Курц видав також численні редакції фортепіанних творів — як інтерпретаційні опрацювання творів чеських композиторів А.Дворжака, Б.Мартіну, Б.Сметани, Й.Сука, Л.Яначка, так і педагогічні опрацювання творів навчального репертуару — сонатин, рондо, етюдів, прелюдій і фуг тощо. Особливе визнання здобула його редакція Концерта для фортепіано з оркестром соль мінор, опус 33 А. Дворжака, яка усунула незручності у фортепіанній партії оригіналу і сприяла популяризації цього твору.

## Учні
Тарас Шухевич, Василь Барвінський, Артур Родзінський, Альберт Тадлєвський, Едвард Штоєрман, Ілона Штєпанова-Курцова, Артур Гермелін,
Роман Сімович, Антін Рудницький, Франтішек Максіан, Роман Савицький,
Дезидерій Задор, Рудольф Фіркушни, Вікторія Швіглікова, Ілля Гурнік, Павел Штєпан.